# Heilandskapelle (Flensburg)

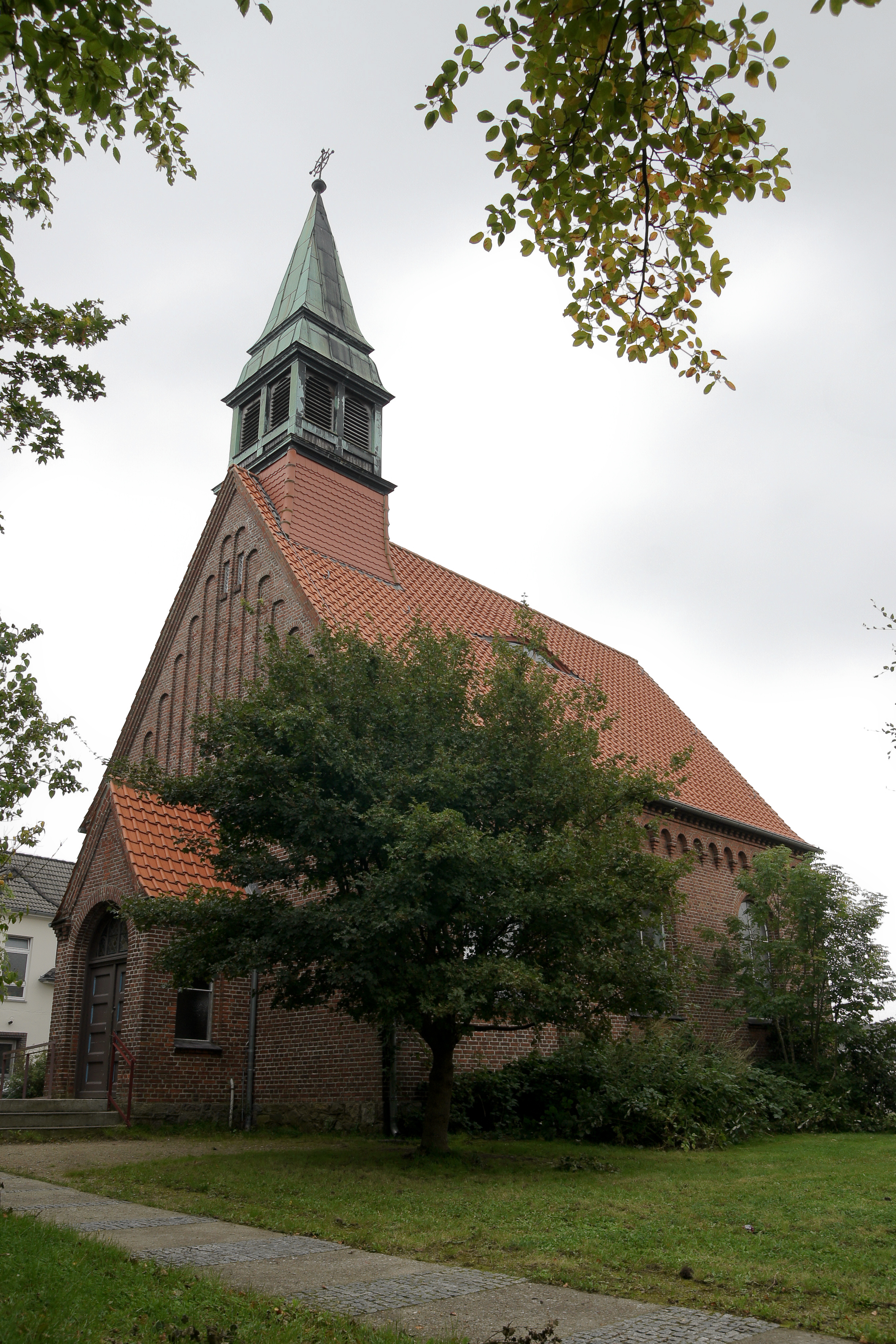
Heilandskapelle von vorn (2011)

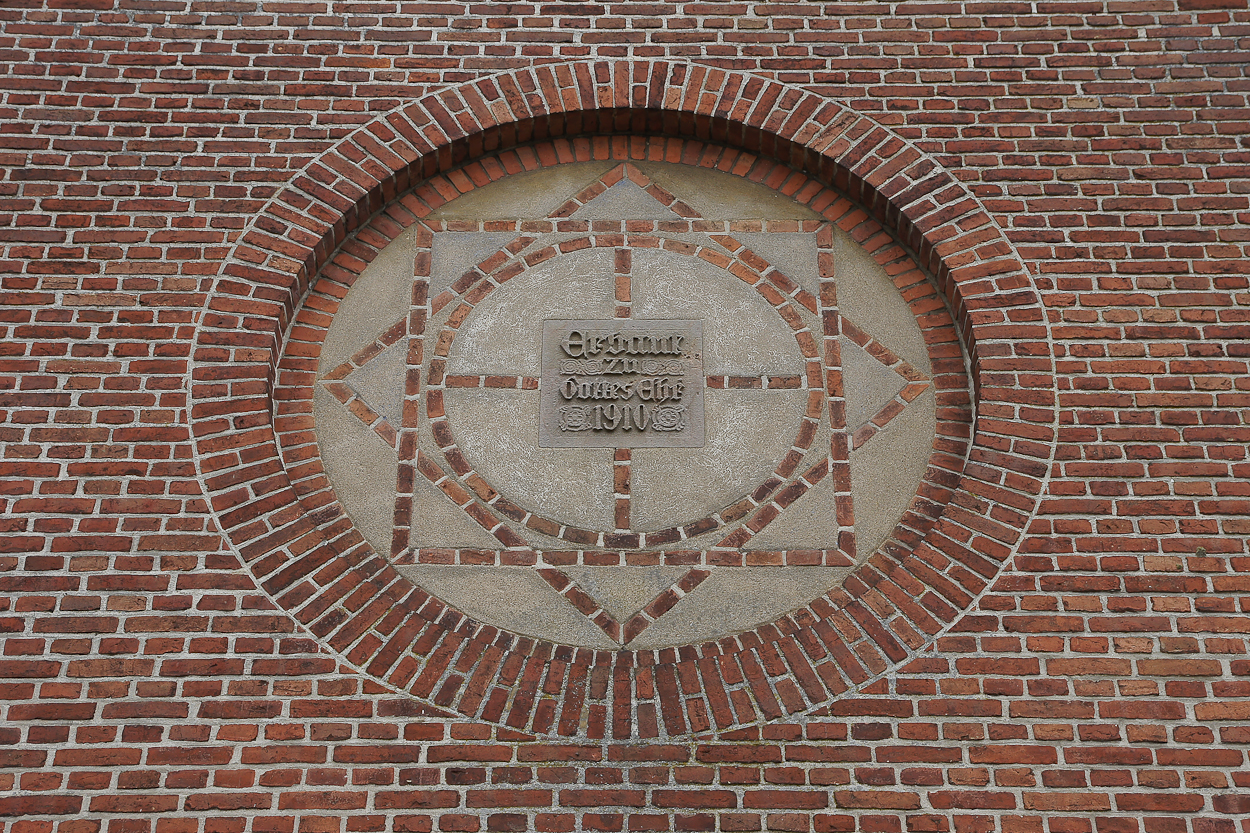
Soli Deo Gloria am Bau der Heilandskapelle

Die Heilandskapelle im Flensburger Stadtteil Weiche wurde ursprünglich als Kirchengebäude der evangelisch-lutherischen Kirche Norddeutschlands im Jahr 1912 errichtet. Heute wird die Kapelle in der Sylter Straße 7 von der benachbarten UNESCO-Schule Weiche, dem Verein Heilandskapelle Weiche e. V. sowie dem Stadtteilforum Aktionsgemeinschaft Gesunder Stadtteil Weiche genutzt. Sie gehört zu den Kulturdenkmalen des Stadtteils. Die Kapelle ist nicht mit der Christuskirche im Stadtteil Mürwik zu verwechseln.

## Geschichte

### Bau der Kapelle
1901/1902 stellte der Stadtbaurat Otto Fielitz den Bebauungsplan für das Gelände an der Nordschleswigschen Weiche auf. Seit 1903 gab es Überlegungen zum Bau einer Kapelle. 1904 wurde in der Bahnstraße 20 die Grund- und Hauptschule Flensburg-Weiche, die heutige UNESCO-Schule, nach Plänen des Stadtbaurates Otto Fielitz errichtet. Einer der Räume der Schule diente seitdem, bis zum Bau der Heilandskapelle, der Ausrichtung von Gottesdiensten der Kirchengemeinde St. Nikolai. 1907 begann die Planung zum Bau der Kapelle. Auf Grund verschiedener Probleme verzögerte sich der Bau. Der Bedarf in Weiche wurde innerhalb der Gemeinde St. Nikolai angezweifelt. Der Turm der Nikolaikirche musste zudem repariert werden, womit Geldmittel gebunden waren. Des Weiteren gab es offenbar Zuwegungsprobleme, so dass die Kapelle erst in den Jahren 1910 bis 1912 errichtet werden konnte. Die Bauleitung übernahm dabei H. Höft. Es entstand in historisierender Gestaltung ein kleiner Backsteinsaalbau mit Kapellenturm. Auf den beiden Dachseiten wurden Fledermausgauben eingefügt. An der äußeren Chorwand wurde eine Kreisblende ins Mauerwerk eingefügt. In dieser befindet sich die Inschrift „Erbaut zu Gottes Ehr 1910“ (vgl. Soli Deo Gloria). Die Malerin Käte Lassen erschuf im Inneren an der Altarwand ein monumentales Gemälde zum Thema „Kommt alle zu mir...“, mit dem Heiland im Mittelpunkt. Auf der Empore und im Kapellraum selbst entstand Platz für 150 Besucher.

### Nutzung für Gottesdienste
Am 21. April 1912 wurde die Heilandskapelle eingeweiht und diente die folgenden 56 Jahre als Gotteshaus.  Nach der Weihung der Kirche gehörte die neu entstandene Kirchengemeinde zunächst weiterhin zu St. Nikolai. Erst im Jahr 1954 wurde die evangelische Kirchengemeinde Flensburg-Weiche selbständig. Die Gemeinde wurde von Pastor Hermann Hand übernommen, der seinen Dienst bis in die 1970er Jahre in Weiche erfüllte.
Die Kapelle hatte zunächst die Adresse Bahnstraße 20a. Später, als im Jahr 1955 die Sylter Straße und Kirchenallee eingerichtet wurden, erhielt die Kapelle die heutige Adresse. Im Jahr 1958 war die Sylter Straße noch unbebaut. An der Straße befand sich nur die Kapelle. 1960 entstanden die heutigen Reihenhäuser.

### Umnutzung der Kapelle
Nach dem Bau der Friedenskirche 1966/67 wurde die Kapelle im Jahr 1968 an die Stadt verkauft. 1972 wurde die Kapelle als Magazin der Fahrbücherei Flensburg hergerichtet. Dabei wurden der Altar, der Podest des Altars sowie die Kanzel entfernt. Im Eingangsbereich der Kapelle entstand gleichzeitig die heutige überdachte Freitreppe.
Seit 1994 wird die Heilandskapelle von der UNESCO-Schule als Musikstätte und Begegnungsstätte genutzt. Der Verein Heilandskapelle Weiche e. V. der sie ebenfalls nutzt, dient der Förderung von Kultur, Begegnung und Stadtteilentwicklung in Weiche. Vorsitzender des Vereins Heilandskapelle e. V. ist der FDP Landtagsabgeordnete Kay Richert. Das Stadtteilforum Aktionsgemeinschaft Gesunder Stadtteil Weiche, ein weiterer Nutzer der Kirche, wurde wohl ebenfalls in den 1990er Jahren gegründet.
2012 wurde das hundertjährige Bestehen der Heilandskapelle gefeiert.